# Jeugdzorg
Jeugdzorg, ook wel jeugdhulpverlening en in de huidige Belgische zowel als de Nederlandse wet jeugdhulp genoemd, is hulp en ondersteuning die wordt geboden aan kinderen, jongeren, en vaak ook hun netwerk en familie, en de voorzieningen die daarvoor beschikbaar zijn. Meestal gaat het hierbij om professionele maatschappelijke zorg voor kinderen en jongeren met een specifieke problematiek, maar ook initiatieven door vrijwilligers kunnen onder deze noemer vallen. 
In België geldt sinds 1 maart 2014 het decreet Integrale Jeugdhulp, waardoor hulpvragers zelf kunnen aankloppen bij ondersteunende organisaties, en is er een intersectorale toegangspoort welke de toegang regelt tot langdurige, intensieve en gespecialiseerde soorten van jeugdhulpverlening.
In Nederland wordt sinds de invoering van de Jeugdwet op 1 januari 2015 de ondersteuning voor kinderen en jongeren decentraal geregeld door de individuele Nederlandse gemeentes. Binnen de jeugdhulp vallen de domeinen jeugdzorg, gehandicaptenzorg, ggz- en verslavingszorg, welzijn en maatschappelijke dienstverlening, thuisbegeleiding, thuiszorg en deels ook de jeugdgezondheidszorg, waar deze domeinen betrekking hebben op de zorg voor jongeren onder de 18 jaar en bij uitzondering onder de 21 jaar, en wanneer er niet ook een recht bestaat op zorg uit de Wet langdurige zorg, het jeugdstrafrecht of de zorgverzekeringswet. De uitvoering van de Jeugdwet valt onder de verantwoordelijkheid van het college van burgemeester en wethouders.

## Aanleiding tot jeugdzorg
In de ontwikkeling van kinderen en jongeren kan men zes aspecten van ontwikkeling onderscheiden: het lichamelijk aspect, het cognitief aspect, het sociaal aspect, het persoonlijkheidsaspect, het emotioneel aspect, en het seksueel aspect.
Naast deze zes aspecten zijn er ook verschillende voorwaarden beschreven die invloed hebben op de ontwikkeling van kinderen en jongeren. Een kind moet zich veilig en vertrouwd voelen bij de opvoeder; er moet zowel verbaal als non-verbaal contact zijn tussen de opvoeder en het kind; er moet een stimulerende omgeving zijn; een kind moet de gelegenheid krijgen om veel te leren; een kind moet de mogelijkheid hebben om te spelen; een kind moet voldoende bewegingsvrijheid krijgen om de omgeving te onderzoeken.
In iedere levensfase van het kind of de jongere kan de ontwikkeling op ieder van de aspecten verstoord worden of vastlopen, door zowel interne als externe factoren die de voorwaarden voor ontwikkeling beïnvloeden. Wanneer dit problemen geeft en de omgeving van de jeugdige dit zelf niet op kan vangen, kan een beroep op professionele jeugdhulpverlening nodig zijn. Binnen Nederland bestaan verder verschillende instanties als de Raad voor de Kinderbescherming en het Nederlands Jeugdinstituut (NJi) die algemene informatie en ondersteuning bieden.

## Kritiek op de jeugdzorg
Regelmatig zijn er sinds de zestiger jaren van de twintigste eeuw ook geluiden te horen dat de verantwoordelijkheid van de staat voor de jeugdzorg te veel groeit. In 2009 uitten verschillende deskundigen, maar ook de Nederlandse minister voor Jeugd-en Gezin, André Rouvoet, daarover hun zorg. Dit laatste probleem speelde zich in Nederland in veel heftigere mate af dan in België waardoor in 2007 het verschijnsel ontstond van de jeugdzorgvluchtelingen. Dit zijn mensen die vanuit Nederland naar elders (voornamelijk België) vluchten om overmatige jeugdzorg in Nederland (uithuisplaatsingen, ondertoezichtstellingen) te ontvluchten. De Nederlandse Nationale ombudsman betitelde de Nederlandse jeugdzorg in 2009 als "gedragsgestoord".
In 2010 trad de door de Nederlandse overheid ingestelde Commissie-Samson aan, een commissie voor onderzoek naar seksueel misbruik van minderjarigen die onder verantwoordelijkheid van de overheid in instellingen zijn geplaatst, naar aanleiding van berichten in de media over seksueel misbruik binnen de Rooms-Katholieke Kerk. Hun rapport "Omringd door zorg, toch niet veilig" bevat onder andere een historische schets van de institutionele ontwikkeling van de jeugdzorg van 1945 tot 2010, en een kwaliteitskader voor verbetering van de signalering en omgang met ongewenst seksueel gedrag.

## Geschiedenis in België
De jeugdzorg in België kwam op gang in 1892 met de oprichting van de Koninklijke Maatschappij voor Kinderbescherming (KMKB) door minister Jules Le Jeune. Deze instelling was bedoeld voor de zogenaamde "gemartelde kinderen", minderjarigen die niet op weeshuizen of andere overheidshulp konden rekenen. In 1912 volgde de eerste wet op de kinderbescherming. 

## Geschiedenis in Nederland
Sinds de negentiende eeuw is de maatschappelijke verantwoordelijkheid voor de jeugd langzaam maar stelselmatig toegenomen. Markante momenten waren de invoering van het Kinderwetje van Van Houten in 1874 en de kinderbeschermingsmaatregel van ondertoezichtstelling uit 1922. 
De Wet van 1 maart 2014 inzake regels over de gemeentelijke verantwoordelijkheid voor preventie, ondersteuning, hulp en zorg aan jeugdigen en ouders bij opgroei- en opvoedingsproblemen, psychische problemen en stoornissen (Jeugdwet) verving de Wet op de jeugdzorg uit 2005, en decentraliseerde de jeugdzorg in 2015 naar de Nederlandse gemeenten. De decentralisatie omvatte alle onderdelen: de jeugdzorg die eerder een verantwoordelijkheid was van de provincie, de gesloten jeugdzorg onder regie van Volksgezondheid Welzijn en Sport, de jeugd-GGZ die onder de zorgverzekeringswet viel, de zorg voor lichtverstandelijk beperkte jongeren op basis van de AWBZ en de jeugdbescherming en jeugdreclassering van het ministerie van Veiligheid en Justitie.
De decentralisatie werd gecoördineerd op het ministerie van VWS, en betrof een van drie grote decentralisaties in het sociale domein, waarbij op hetzelfde moment ook de participatiewet en de wet maatschappelijke ondersteuning werden ingevoerd.

## Instanties voor ondersteuning bij jeugdzorg

### België
- Jeugdbescherming (voogdij en gezinsvoogdij), Jeugdbescherming is een gedwongen maatregel die de rechter kan opleggen als vrijwillige hulp niet werkt. Een kind of jongere wordt dan 'onder toezicht gesteld'.

### Nederland
- Jeugdreclassering, hulpverlening aan jeugdigen die verdacht worden van of veroordeeld zijn wegens een strafbaar feit.
- Centrum voor Jeugd en Gezin, een Nederlandse instelling voor jeugdzorg op gemeentelijk niveau.
- Veilig Thuis is een Nederlandse organisatie die meldingen van vermoede kindermishandeling registreert, daar advies over geeft en zo nodig actie op onderneemt.
- Kindertelefoon, een Nederlandse telefonische hulpdienst voor kinderen, onderdeel van Bureau Jeugdzorg.